# Dennis Wuycik
Dennis Mark Wuycik (nacido el 29 de marzo de 1950 en Ambridge, Pensilvania) es un exjugador de baloncesto estadounidense que jugó tres temporadas en la ABA. Con 1,98 metros de estatura, lo hacía en la posición de alero.

## Trayectoria deportiva

### Universidad
Jugó durante tres temporadas con los Tar Heels de la Universidad de Carolina del Norte en Chapel Hill, en las que promedió 16,9 puntos, 6,4 rebotes por partido y 2,2 asistencias. En 1971 se proclamó junto con su equipo campeón del National Invitation Tournament, siendo el máximo anotador del equipo, y a pesar de que no pudo jugar la final debido a una lesión en la rodilla. En sus dos últimas temporadas fue incluido en el mejor quinteto de la Atlantic Coast Conference, y en 1972 elegido en el segundo quinteto All-American para la Asociación Nacional de Entrenadores de Baloncesto.

### Profesional
Fue elegido en la vigésimo séptima posición del Draft de la NBA de 1972 por Boston Celtics, y también por los Carolina Cougars en el draft de la ABA, eligiendo esta última opción. En su primera temporada promedió 4,5 puntos y 2,2 rebotes por partido, siendo incluido en el mejor quinteto de rookies de la ABA.
Al año siguiente, una lesión en la rodilla le hizo perderse dos meses de competición, jugando 49 partidos en los que promedió 4,7 puntos y 2,2 rebotes.
En 1974 el equipo se trasladó a San Luis, Misuri, pasando a denominarse Spirits of St. Louis, pero allí solo llegó a disputar 22 partidos antes de ser despedido, retirándose definitivamente.

## Estadísticas de su carrera en la ABA

### Temporada regular
| Temporada | Edad | Equipo               | Liga | P   | TIT | MIN  | TC  | TCA | %TC  | 3P  | 3PA | %3P  | TL  | TLA | %TL  | R.OF. | R.DEF. | REB | ASIS | ROB | TAP | PER | FP  | PTS |
| 1972-73   | 22   | Carolina Cougars     | ABA  | 83  |     | 11.7 | 1.8 | 4.0 | .459 | 0.0 | 0.0 | .000 | 0.9 | 1.3 | .694 | 0.8   | 1.3    | 2.2 | 1.0  |     |     | 1.4 | 2.0 | 4.5 |
| 1973-74   | 23   | Carolina Cougars     | ABA  | 49  |     | 10.0 | 1.8 | 3.9 | .463 | 0.0 | 0.0 | .500 | 1.0 | 1.6 | .662 | 1.0   | 1.1    | 2.2 | 0.6  | 0.3 | 0.1 | 0.8 | 1.8 | 4.7 |
| 1974-75   | 24   | Spirits of St. Louis | ABA  | 25  |     | 8.8  | 1.4 | 3.0 | .459 | 0.0 | 0.0 | .000 | 0.4 | 0.8 | .579 | 0.7   | 0.8    | 1.5 | 0.7  | 0.2 | 0.0 | 1.0 | 1.6 | 3.2 |
| Total     |      |                      | ABA  | 157 |     | 10.7 | 1.7 | 3.8 | .460 | 0.0 | 0.0 | .143 | 0.9 | 1.3 | .672 | 0.9   | 1.2    | 2.1 | 0.8  | 0.3 | 0.1 | 1.2 | 1.9 | 4.4 |

### Playoffs
| Temporada | Edad | Equipo           | Liga | P  | MIN | TCA | TC | 3PA | 3P | TLA | TL | R.OF. | REB | ASIS | ROB | TAP | PER | FP | PTS | %TC  | %3P  | %FT   | MIN | PTS | REB | AST |
| 1972-73   | 22   | Carolina Cougars | ABA  | 12 | 81  | 7   | 20 | 0   | 1  | 6   | 10 | 6     | 16  | 2    |     |     | 8   | 14 | 20  | .350 | .000 | .600  | 6.8 | 1.7 | 1.3 | 0.2 |
| 1973-74   | 23   | Carolina Cougars | ABA  | 3  | 13  | 1   | 4  | 0   | 0  | 2   | 2  | 1     | 3   | 1    | 0   | 0   | 1   | 0  | 4   | .250 |      | 1.000 | 4.3 | 1.3 | 1.0 | 0.3 |
| Total     |      |                  | ABA  | 15 | 94  | 8   | 24 | 0   | 1  | 8   | 12 | 7     | 19  | 3    | 0   | 0   | 9   | 14 | 24  | .333 | .000 | .667  | 6.3 | 1.6 | 1.3 | 0.2 |